# Лялько Григорій Григорович
Григорій Григорович Лялько (1908, Старосілля — 14 лютого 1982) — радянський військовик, Герой Радянського Союзу, в роки радянсько-німецької війни стрілець 929-го стрілецького полку (254-я стрілецька дивізія, 52-а армія, 2-й Український фронт), червоноармієць.

## Біографія
Народився в 1908 році в селі Старосілля (нині Городищенського району Черкаської області) селянина в сім'ї. Українець. Член ВКП(б)/КПРС з 1941 року. Закінчив неповну середню школу. Працював у селі Закревки.
У Червоній Армії з 1944 року. У боях радянсько-німецької війни з лютого 1944 року. Перший бій відбув біля сіл Рижанівка і Чижівка Звенигородського району Черкаської області.
При форсуванні річки Південний Буг 13 березня 1944 року в районі села Джулинка (Бершадський район Вінницької області) червоноармієць Лялько діяв ініціативно і сміливо. Відбиваючи спроби противника відновити втрачені ними рубежі, Лялько міняв вогневі позиції і наполегливо просувався вперед. У цьому бою він ліквідував розрахунки трьох ворожих кулеметів, загнав у річку 50 гітлерівців і вбив їх.
Повертаючись з розвідки, група, до складу якої входив і червоноармієць Лялько, зіткнулася з ворожим дозором. Зав'язався нерівний бій, в ході якого був розбитий кулемет. Тоді Лялько взяв гвинтівку вбитого розвідника і почав відстрілюватися від напосідаючого ворога, прикриваючи відхід розвідувальної групи. У цьому бою Григорій Лялько знищив 20 гітлерівців, серед яких кілька офіцерів.
Навесні 1944 року Червона Армія, переслідуючи ворога, розпочала окупацію Румунії. 929-й стрілецький полк просувався вперед так стрімко. Розміщений в одному з монастирів штаб ворожої дивізії не встиг відійти і в повному складі опинився в оточенні. У силу цього, а також беручи до уваги вигідне розташування монастиря, командування противника вирішило будь-що-будь відвоювати втрачені позиції. Для цього проти радянських підрозділів були кинуті великі сили. Наступ на монастир вівся з трьох сторін. Радянські бійці зайняли кругову оборону і успішно відбивали атаки гітлерівців. Однак сили були нерівні, і незабаром Лялько залишився біля свого кулемета один. Він постійно перекидав кулемет туди, де створювалася найбільша небезпека. Чотири рази піднімався ворог на штурм радянських позицій, але всі атаки захлиналися від влучного вогню кулемета. Зазнавши великих втрат, противник відступив. На полі бою залишилися сотні румунських трупів.
Указом Президії Верховної Ради СРСР від 13 вересня 1944 року «за мужність, відвагу і героїзм, проявлені в боротьбі з німецько-фашистськими загарбниками», червоноармійцеві Ляльку Григорію Григоровичу присвоєно звання Героя Радянського Союзу з врученням ордена Леніна і медалі «Золота Зірка» (№ 4671).
У 1945 році старший сержант Лялько демобілізований, повернувся на Батьківщину.
Помер 14 лютого 1982 року.

## Нагороди, пам'ять
Нагороджений орденами Леніна, Слави 3-го ступеня, медалями.
Вулиця села Старосілля носить ім'я Героя.